# NGC 3350
NGC 3350 (również PGC 32035) – galaktyka soczewkowata (S0), znajdująca się w gwiazdozbiorze Małego Lwa. Odkrył ją John Herschel 10 kwietnia 1831 roku.